# Grande Prêmio da Bélgica de 2017
Grande Prêmio da Bélgica de 2017 (formalmente denominado 2017 Formula 1 Pirelli Belgian Grand Prix) é a décima segunda etapa da temporada de 2017 da Fórmula 1. Foi disputada em 27 de agosto de 2017 no Circuito de Spa-Francorchamps, Spa, Bélgica.

## Relatório

### Treino Classificatório
Q1
A primeira parte do treino classificatório começou com um revezamento entre Mercedes e Ferrari nas quatro primeiras posições. Hamilton então assumiu a ponta com o tempo de 1m44s184, seguido muito de perto por Vettel, com o alemão apenas 0s091 atrás. Correndo "em casa", Verstappen se intrometeu entre as duas equipes que brigam pelo título, anotando a terceira melhor marca: 1m44s535. Destaque negativo para a dupla da Williams, que não conseguiu passar para o Q2, com Massa em 16º e Stroll em 18º. 
Eliminados:Felipe Massa (Williams), Pascal Wehrlein (Toro Rosso), Lance Stroll (Williams), Pascal Wehrlein (Sauber) e Marcus Ericsson (Sauber).
Q2
Hamilton repetiu o bom desempenho do Q1 e anotou mais uma vez a melhor volta rápida: 1m42s927, com Bottas em segundo. Desta vez, porém, Raikkonen foi a Ferrari mais próxima do inglês, 0s773 mais lento, em terceiro. Verstappen veio em quarto, seguido de Vettel em uma modesta quinta colocação. A grande surpresa foi a presença de Palmer entre os dez primeiros, na sétima posição com o tempo de 1m44s447, enquanto o companheiro de equipe Hulkenberg foi o nono. 
Eliminados:Stoffel Vandoorne (McLaren-Honda), Romain Grosjean (Haas), Kevin Magnussen (Haas), Carlos Sainz Jr. (Toro Rosso) e Stoffel Vandoorne(McLaren-Honda).
Q3
O Q3 começou com uma impressionante falta de sorte para Palmer, que abandonou o treino logo no início graças a um problema no câmbio da Renault. Na briga pela pole position, Hamilton não deu a mínima chance para os rivais, conquistando o primeiro lugar no grid com o tempo de 1m42s553. Vettel dividirá a primeira fila com o principal rival na briga pelo título, enquanto Bottas sai em terceiro e Raikkonen em quarto. Na terceira fila ficaram os carros da RBR, sendo Verstappen o quinto e Ricciardo o sexto. 

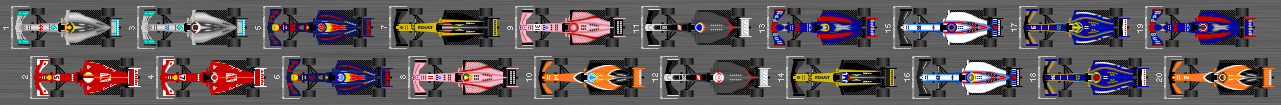
Grid de Largada

### Corrida
A largada era um dos pontos-chave da corrida quanto à luta pela vitória entre Hamilton e Vettel. O pole-position largou bem e manteve a dianteira, ainda que Seb tenha buscado vácuo no fim da grande reta Kemmel. Mas Lewis se segurou na frente e começou a abrir vantagem. Os dois carros da Force India se tocaram rumo à Eau Rouge, com Esteban Ocon chegando a tocar no muro. Destaque para a grande largada de Alonso, que pulou de décimo para sétimo ainda na primeira volta. Duas voltas depois, Hülkenberg também aproveitava o vácuo para superar o bicampeão. Massa aparecia em P14, enquanto Pascal Wehrlein abandonava.
Alonso, aliás, era presa fácil por conta da enorme fragilidade do motor Honda em termos de potência: "É vergonhoso, muito vergonhoso", bradou o bicampeão, que era ultrapassado também por Sergio Pérez, Ocon e Romain Grosjean, caindo para 11º. Lá na frente, Hamilton tentava abrir caminho, mas Vettel ainda mantinha o rival na alça de mira. E Max Verstappen, correndo em casa, voltava a lidar com o azar na temporada. Por conta de perda de potência no motor Renault-TAG Heuer, o holandês, nascido na Bélgica, encostou na subida da reta Kemmel e abandonou. "Não acredito", disparou o jovem após enfrentar seu sexto abandono em 2017.
Com os pneus ultramacios bem desgastados, sobretudo os dianteiros, Hamilton começava a perder um pouco de ritmo e Vettel aproveitava a chance para apertar e fazer a melhor volta da corrida, reduzindo para 1s7 a dianteira do rival. A Ferrari lidava melhor com os pneus em relação ao carro da Mercedes. Assim, Lewis entrou no pit-lane na abertura da volta 13 e calçou seu #44 com pneus macios para tentar ir até o fim sem fazer outro pit-stop. O britânico voltava em quarto e Vettel assumia a liderança.
Bottas parou na volta seguinte e repetiu a estratégia adotada pela Mercedes para Hamilton. A Ferrari então finha uma momentânea dobradinha, com Vettel à frente de Räikkönen. Até que Seb fez seu pit-stop e também abriu seu segundo stint com os macios. Kimi tomou a ponta, mas logo foi ultrapassado por Hamilton, que aproveitou o vácuo desde a saída da Eau Rouge. Quando o finlandês, investigado por não respeitar trecho sinalizado com bandeira amarela, fez sua parada, a luta voltou a ser direta entre Hamilton e Vettel.
Räikkönen foi punido com um stop-and-go de 10s pela irregularidade e ficava praticamente fora da luta pelo pódio. Antes, Pérez brilhava após dupla ultrapassagem sobre dupla sobre Carlos Sainz e Romain Grosjean, mas depois cortou a Les Combes ao não conseguir frear. Por isso, o mexicano tomou uma punição de 5s. E Alonso, de 'saco cheio' pela falta de competitividade, era bem claro: "Não quero mais saber de rádio durante o resto da corrida", disse em conversa com os engenheiros da McLaren.
O fato era que Hamilton não conseguia desgarrar de Vettel e sequer tinha 2s de frente para o alemão. Seb vinha em uma posição confortável e, ao mesmo tempo, estava cada vez mais perto do rival. Bottas, bem mais atrás, fazia uma corrida solitária e aparecia em terceiro, seguido por Daniel Ricciardo e Hülkenberg, com Räikkönen em sexto. Na metade da prova, Massa vinha em 11º, logo à frente de Alonso.
Kimi, aliás, passava Hülkenberg e voltava ao top-5 da corrida, partindo para cima de Ricciardo para amenizar o estrago e somar alguns pontos importantes para a Ferrari. E Alonso, claramente insatisfeito, deixava a prova. E culpava o desempenho do motor Honda.
Ainda restava muita corrida pela frente. Na volta 30, Pérez e Ocon voltaram a se estranhar, novamente no trecho onde os dois se chocaram no início do GP. O mexicano fechou a porta para o companheiro de equipe novamente. Mas Ocon não aliviou e não conseguiu evitar o choque. Pérez levou a pior e teve o pneu traseiro esquerdo furado. Clima de guerra na Force India. O incidente espalhou tantos detritos na pista que a intervenção do safety-car foi inevitável.
Com a bandeira amarela, a maioria dos pilotos foi aos boxes para trocar pneus. E aí Mercedes e Ferrari foram com estratégias diferentes. Hamilton voltou à pista com pneus macios, contra ultramacios de Vettel e Räikkönen. Assim, a luta pela vitória estava bem longe de ser definida. A Mercedes não tinha pneus ultramacios sobrando. Tal cenário indicava um cenário bem mais favorável a Vettel.
Na relargada, ocorrida quando restavam dez voltas para o fim, Vettel tentou tudo: entrou na La Source colado em Hamilton e assim foi por toda a reta. O tetracampeão tentou o bote final na Les Combes, mas Lewis fechou a porta e se segurou na liderança mesmo com pneus mais lentos que o do rival. Mais atrás, Ricciardo deu o bote e conseguiu subir para terceiro lugar, à frente de Räikkönen e Bottas.
No fim, Vettel apertou ao máximo e andou praticamente em ritmo de classificação. Tudo para aproveitar os pneus ultramacios e pressionar Hamilton. Mas Lewis foi brilhante e garantiu a dianteira para confirmar uma grandiosa vitória em Spa-Francorchamps, vencendo um grande confronto envolvendo os dois grandes nomes da F1 na atualidade.

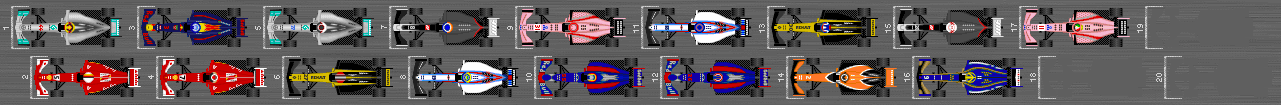
Resultado da corrida

## Pneus
| Nome do composto | Cor | Banda de rolamento | Condições de Tempo | Dry Type                           | Aderência      | Longevidade   |
| ---------------- | --- | ------------------ | ------------------ | ---------------------------------- | -------------- | ------------- |
| Ultra Macio*     |     | Slick (P Zero)     | Seco               | Ultrasoft                          | Mais aderência | Menos durável |
| Super Macio      |     | Slick (P Zero)     | Seco               | Supersoft                          | Mais aderência | Menos durável |
| Macio            |     | Slick (P Zero)     | Seco               | Soft                               | Médio          | Médio         |
| Intermediário    |     | Sulcos (Cinturato) | Molhado            | Intermediate (água não estagnante) | —              | —             |
| Chuva            |     | Sulcos (Cinturato) | Molhado            | Wet (água estagnante)              | —              | —             |

## Resultados

### Treino Classificatório
| Pos.                     | Nº | Piloto            | Construtor           | Q1       | Q2       | Q3       | Grid |
| ------------------------ | -- | ----------------- | -------------------- | -------- | -------- | -------- | ---- |
| 1                        | 44 | Lewis Hamilton    | Mercedes             | 1:44.184 | 1:42.927 | 1:42.553 | 1    |
| 2                        | 5  | Sebastian Vettel  | Ferrari              | 1:44.275 | 1:43.987 | 1:42.795 | 2    |
| 3                        | 77 | Valtteri Bottas   | Mercedes             | 1:44.773 | 1:43.249 | 1:43.094 | 3    |
| 4                        | 7  | Kimi Räikkönen    | Ferrari              | 1:44.729 | 1:43.700 | 1:43.270 | 4    |
| 5                        | 33 | Max Verstappen    | Red Bull-TAG Heuer   | 1:44.535 | 1:43.940 | 1:43.380 | 5    |
| 6                        | 3  | Daniel Ricciardo  | Red Bull-TAG Heuer   | 1:45.114 | 1:44.224 | 1:43.863 | 6    |
| 7                        | 27 | Nico Hülkenberg   | Renault              | 1:45.280 | 1:44.988 | 1:44.982 | 7    |
| 8                        | 11 | Sergio Pérez      | Force India-Mercedes | 1:45.591 | 1:44.894 | 1:45.244 | 8    |
| 9                        | 31 | Esteban Ocon      | Force India-Mercedes | 1:45.277 | 1:45.006 | 1:45.369 | 9    |
| 10                       | 30 | Jolyon Palmer     | Renault              | 1:45.447 | 1:44.685 | S/Tempo  | 14 1 |
| 11                       | 14 | Fernando Alonso   | McLaren-Honda        | 1:45.668 | 1:45.090 | —        | 10   |
| 12                       | 8  | Romain Grosjean   | Haas-Ferrari         | 1:45.728 | 1:45.133 | —        | 11   |
| 13                       | 20 | Kevin Magnussen   | Haas-Ferrari         | 1:45.535 | 1:45.400 | —        | 12   |
| 14                       | 55 | Carlos Sainz Jr.  | Toro Rosso           | 1:45.374 | 1:45.439 | —        | 13   |
| 15                       | 2  | Stoffel Vandoorne | McLaren-Honda        | 1:45.441 | S/Tempo  | —        | 20 2 |
| 16                       | 19 | Felipe Massa      | Williams-Mercedes    | 1:45.823 | —        | —        | 16 3 |
| 17                       | 26 | Daniil Kvyat      | Toro Rosso           | 1:46.028 | —        | —        | 19 4 |
| 18                       | 18 | Lance Stroll      | Williams-Mercedes    | 1:46.915 | —        | —        | 15   |
| 19                       | 9  | Marcus Ericsson   | Sauber-Ferrari       | 1:47.214 | —        | —        | 17 1 |
| 20                       | 94 | Pascal Wehrlein   | Sauber-Ferrari       | 1:47.679 | —        | —        | 18 1 |
| Tempo dos 107%: 1:51.476 |    |                   |                      |          |          |          |      |
| Fonte:                   |    |                   |                      |          |          |          |      |

Notas
↑1  - Jolyon Palmer, Marcus Ericsson e Pascal Wehrlein foram punidos pela perda de 5 posições por trocar de câmbio.
↑2  - Stoffel Vandoorne recebeu uma série de penalidades totalizando 65 posições por exceder a cota de unit elements and an unscheduled gearbox change.
↑3  - Felipe Massa recebeu uma punição de 5 posições por ultrapassar no Treino Livre uma bandeira amarela
↑4  - Daniil Kvyat recebeu uma punição de 20 posições por exceder a cota de power unit elements.

### Corrida
| Pos.   | Nu. | Piloto            | Construtor           | Voltas | Tempo/Retirado    | Grid | Pontos |
| ------ | --- | ----------------- | -------------------- | ------ | ----------------- | ---- | ------ |
| 1      | 44  | Lewis Hamilton    | Mercedes             | 44     | 1:24:42.820       | 1    | 25     |
| 2      | 5   | Sebastian Vettel  | Ferrari              | 44     | +2.358            | 2    | 18     |
| 3      | 3   | Daniel Ricciardo  | Red Bull-TAG Heuer   | 44     | +10.791           | 6    | 15     |
| 4      | 7   | Kimi Räikkönen    | Ferrari              | 44     | +14.471           | 4    | 12     |
| 5      | 77  | Valtteri Bottas   | Mercedes             | 44     | +16.456           | 3    | 10     |
| 6      | 27  | Nico Hülkenberg   | Renault              | 44     | +28.087           | 7    | 8      |
| 7      | 8   | Romain Grosjean   | Haas-Ferrari         | 44     | +31.553           | 11   | 6      |
| 8      | 19  | Felipe Massa      | Williams-Mercedes    | 44     | +36.649           | 16   | 4      |
| 9      | 31  | Esteban Ocon      | Force India-Mercedes | 44     | +38.154           | 9    | 2      |
| 10     | 55  | Carlos Sainz Jr.  | Toro Rosso           | 44     | +39.447           | 13   | 1      |
| 11     | 18  | Lance Stroll      | Williams-Mercedes    | 44     | +48.999           | 15   |        |
| 12     | 26  | Daniil Kvyat      | Toro Rosso           | 44     | +49.940           | 19   |        |
| 13     | 30  | Jolyon Palmer     | Renault              | 44     | +53.239           | 14   |        |
| 14     | 2   | Stoffel Vandoorne | McLaren-Honda        | 44     | +57.078           | 20   |        |
| 15     | 20  | Kevin Magnussen   | Haas-Ferrari         | 44     | +1:07.262         | 12   |        |
| 16     | 9   | Marcus Ericsson   | Sauber-Ferrari       | 44     | +1:09.711         | 17   |        |
| 17     | 11  | Sergio Pérez      | Force India-Mercedes | 42     | Acidente          | 8    |        |
| Ret    | 14  | Fernando Alonso   | McLaren-Honda        | 25     | Unid. de potência | 10   |        |
| Ret    | 33  | Max Verstappen    | Red Bull-TAG Heuer   | 8      | Unid. de potência | 5    |        |
| Ret    | 94  | Pascal Wehrlein   | Sauber-Ferrari       | 2      | Suspensão         | 18   |        |
| Fonte: |     |                   |                      |        |                   |      |        |

## Voltas na Liderança
- Commons

| Nº de Voltas | Piloto         | Voltas |
| ------------ | -------------- | ------ |
| 44           | Lewis Hamilton | 1-44   |

## Curiosidades
Lewis Hamilton igualou o recorde de poles de Michael Schumacher.

## 2017DHLFastest Pit Stop Award

### Resultado
| 1      | 44 | Lewis Hamilton   | Mercedes             | 2.35 | 25 |
| 2      | 26 | Daniil Kvyat     | Toro Rosso           | 2.36 | 18 |
| 3      | 5  | Sebastian Vettel | Ferrari              | 2.50 | 15 |
| 4      | 19 | Felipe Massa     | Williams-Mercedes    | 2.51 | 12 |
| 5      | 20 | Kevin Magnussen  | Haas-Ferrari         | 2.62 | 10 |
| 6      | 8  | Romain Grosjean  | Haas-Ferrari         | 2.64 | 8  |
| 7      | 7  | Kimi Räikkönen   | Ferrari              | 2.70 | 6  |
| 8      | 77 | Valtteri Bottas  | Mercedes             | 2.80 | 4  |
| 9      | 31 | Esteban Ocon     | Force India-Mercedes | 2.85 | 2  |
| 10     | 3  | Daniel Ricciardo | Red Bull-TAG Heuer   | 2.93 | 1  |
| Fonte: |    |                  |                      |      |    |

### Classificação
| Tabela do DHL Fastest Pit Stop Award \| Pos \| Construtor \| Pontos \| Var \| \| --- \| -------------------- \| ------ \| --- \| \| 1 \| Williams-Mercedes \| 299 \| 0 \| \| 2 \| Mercedes \| 259 \| 0 \| \| 3 \| Red Bull-TAG Heuer \| 179 \| 0 \| \| 4 \| Ferrari \| 140 \| 0 \| \| 5 \| Toro Rosso \| 127 \| 0 \| \| 6 \| Force India-Mercedes \| 103 \| 0 \| \| 7 \| Haas-Ferrari \| 68 \| 0 \| \| 8 \| McLaren-Honda \| 34 \| 0 \| \| 9 \| Renault \| 2 \| 0 \| \| 10 \| Sauber-Ferrari \| 1 \| 0 \| |                      |        |     |
| Pos | Construtor           | Pontos | Var |
| 1 | Williams-Mercedes    | 299    | 0   |
| 2 | Mercedes             | 259    | 0   |
| 3 | Red Bull-TAG Heuer   | 179    | 0   |
| 4 | Ferrari              | 140    | 0   |
| 5 | Toro Rosso           | 127    | 0   |
| 6 | Force India-Mercedes | 103    | 0   |
| 7 | Haas-Ferrari         | 68     | 0   |
| 8 | McLaren-Honda        | 34     | 0   |
| 9 | Renault              | 2      | 0   |
| 10 | Sauber-Ferrari       | 1      | 0   |

## Tabela do campeonato após a corrida
Somente as cinco primeiras posições estão incluídas nas tabelas.
| Pos | Piloto           | Pontos | Var |
| --- | ---------------- | ------ | --- |
| 1   | Sebastian Vettel | 220    | 0   |
| 2   | Lewis Hamilton   | 213    | 0   |
| 3   | Valtteri Bottas  | 179    | 0   |
| 4   | Daniel Ricciardo | 132    | 0   |
| 5   | Kimi Räikkönen   | 128    | 0   |

| Pos | Construtor           | Pontos | Var |
| --- | -------------------- | ------ | --- |
| 1   | Mercedes             | 392    | 0   |
| 2   | Ferrari              | 348    | 0   |
| 3   | Red Bull-TAG Heuer   | 199    | 0   |
| 4   | Force India-Mercedes | 103    | 0   |
| 5   | Williams-Mercedes    | 45     | 0   |